# Вана-Куусте
Ва́на-Ку́усте (ест. Vana-Kuuste küla) — село в Естонії, у волості Камб'я повіту Тартумаа.

## Населення
Чисельність населення на 31 грудня 2011 року становила 272 особи.

## Географія
Через населений пункт проходить автошлях 61 (Пилва — Реола).